# Paraplectana hemisphaerica
Paraplectana hemisphaerica är en spindelart som först beskrevs av Carl Ludwig Koch 1844.  Paraplectana hemisphaerica ingår i släktet Paraplectana och familjen hjulspindlar.
Artens utbredningsområde är Sierra Leone. Inga underarter finns listade i Catalogue of Life.